# Arthur Maling
Arthur Thomas Maling (Royston, Hertfordshire, 1858 - 1939) va ser un lexicògraf anglès, col·laborador de l'Oxford English Dictionary.
Arthur Maling era fill d'un comerciant de blat de moro. Va estudiar a la Universitat de Cambridge, on es va diplomar el 1883. El 1886 va començar a treballar com a ajudant de James Murray, el principal editor de l'Oxford English Dictionary, feina a la qual es dedicaria durant trenta anys. A la mort de Murray, passaria a treballar amb Charles Talbut Onions. Les seves àrees d'interès incloïen les matemàtiques, les ciències naturals i la música. També tenia un gust particular pel que s'anomena de vegades "les paraules de funció", com the, that i of, que susciten dificultats particulars per al lexicògraf. El 1928 es va retirar per raons de salut, probablement reumatisme. El mateix any la Universitat d'Oxford li va concedir un diploma honorari (MA) en reconeixement de la seva tasca en l'Oxford English Dictionary.
Arthur Maling era un home curiós i va tenir molts interessos, com el braille i la llengua auxiliar internacional esperanto. Com a esperantista, va traduir cinc discursos del pastor evangelista Henry Drummond, i també ‘God is my strong salvation', un himne religiós que ha aparegut en diverses compilacions. A més, a l'arxiu de l'Oxford English Dictionary es conserva una col·lecció de fotografies de biplans realitzada per Mailing, amb les llegendes en esperanto.

## Traduccions de l'anglès a l'esperanto
- Drummond, H. (1935). Kvin Paroladoj: El la angla lingvo, lau permeso /cesperantigis Arthur T. Maling. Romford: Hanbury.

- Montgomery, J. Min savas mia Dio, do kiun timu mi?